# 12월 6일
12월 6일은 그레고리력으로 340번째(윤년일 경우 341번째) 날에 해당한다.

## 사건
- 1917년 - 핀란드가 러시아로부터 독립을 선언하다.
- 1917년 - 핼리팩스 대폭발 사고가 발생하였다.
- 1921년 - 영국과 아일랜드가 영국-아일랜드 조약을 맺었다.
- 1928년 - 콜롬비아에서 바나나 학살이 일어났다.
- 1950년 - 대한민국 국군, 중공군의 개입으로 38선 전역에서 철수. 조선인민군 평양 재점령.
- 2007년 - 2007년 강화 총기 탈취 사건이 일어났다.
- 2008년 - 민주노총 조직강화위원장 김모가 민주노총 위원장 이석행 외 간부들을 숨겨준 초등학교 교사 이모를 고양시 덕양구 행신동 아파트에 찾아가 강간하는 사건이 발생했다. 추후에 민주노총과 전교조는 피해자 구제보다 사건 은폐에 가담해 논란거리가 되었다.
- 2014년 - 태풍 하구핏이 필리핀을 강타해서 65만여명이 긴급 대피하였다.

## 문화
- 1877년 - 미국의 일간지, <워싱턴 포스트>가 창간됨.
- 2020년 - 하야부사 2호가 지구로 귀환했다.

## 탄생
- 1421년 - 잉글랜드의 왕 헨리 6세. (~1471년)
- 1552년 - 조선의 제14대 국왕 선조. (~1608년)
- 1742년 - 프랑스의 의사, 회학자 니콜라 르블랑. (~1806년)
- 1753년 - 프랑스의 장군 장바티스트 클레베르. (~1800년)
- 1778년 - 프랑스의 화학자 겸 물리학자 조제프 루이 게이뤼삭. (~1850년)
- 1889년 - 대한민국의 독립운동가 김중건. (~1933년)
- 1904년 - 프랑스의 작가, 언론인, 피아노 연주자 이브 퀴리. (~2007년)
- 1917년 - 미국의 공군대령 딘 헤스. (~2015년)
- 1920년
  - 대한민국의 정치인 김용호. (~2015년)
  - 미국의 재즈 음악가 데이브 브루벡. (~2012년)
- 1925년 - 일본의 왕족 히가시쿠니 시게코. (~1961년)
- 1929년 - 대한민국의 비전향장기수 신인영. (~2002년)
- 1931년 - 대한민국의 의사 박부남. (~2018년)
- 1935년
  - 캐나다의 영화배우 진 라포인티. (~2022년)
  - 중화인민공화국의 정치인 왕훙원. (~1992년)
- 1939년 - 태국의 가수 플른 폼댄. (~2024년)
- 1942년 - 대한민국의 정치인 김낙성.
- 1947년 - 영국 태생의 캐나다의 컴퓨터 과학자 제프리 힌턴.
- 1948년 - 일본의 정치인 스가 요시히데.
- 1950년 - 일본의 음악가 히사이시 조.
- 1955년 - 대한민국의 제45대 국무총리 이낙연의 배우자인 서양화가 겸 미술가 김숙희.
- 1956년 - 미국의 기타리스트 랜디 로즈. (~1982년)
- 1958년 - 대한민국의 성우 김준.
- 1959년 - 일본의 기업인, 프로그래머 이와타 사토루. (~2015년)
- 1962년 - 대한민국의 희극인 김보화.
- 1963년
  - 대한민국의 정치인 나경원.
  - 대한민국의 정치인 은수미.
- 1964년 - 대한민국의 정치인 신정훈.
- 1966년
  - 대한민국의 배우 서이숙.
  - 홍콩의 배우 저우하이메이. (~2023년)
- 1967년 - 미국의 영화제작자, 영화감독 저드 애퍼타우.
- 1971년 - 미국 인디애나주 코코모의 십대 청소년 라이언 화이트. (~1990년)
- 1974년
  - 대한민국의 성우 김정아.
  - 대한민국의 농구 선수 추승균.
- 1975년
  - 이탈리아의 기업인 안드레아 아녤리.
  - 일본의 성우 오하라 사야카.
- 1977년
  - 대한민국의 전 스타크래프트 프로게이머 이혜영.
  - 일본의 배우 이치카와 에비조.
- 1979년
  - 대한민국의 희극인 류담.
  - 오스트레일리아의 축구 선수 팀 케이힐.
- 1980년
  - 대한민국의 전 야구 선수 문용민.
  - 일본의 아이돌 야스다 케이.
- 1981년 - 대한민국의 연극배우 김형석.
- 1982년
  - 대한민국의 작가 칼이쓰마.
  - 대한민국의 가수 킹콩.
  - 캐나다의 배우 라이언 케네디.
  - 미국의 배우 라이언 칸스.
  - 미국의 배우 C. J. 토머슨.
- 1983년
  - 대한민국의 성우 김민정.
  - 대한민국의 프로게이머 박용욱.
- 1984년
  - 대한민국의 가수 유리.
  - 대한민국의 지방의원 김영석. (~2020년)
  - 일본의 아이돌 우사미 유키. (AKB48)
- 1985년
  - 대한민국의 가수 타이미.
  - 대한민국의 펜싱 선수 김혜림.
- 1987년 - 러시아의 전 리듬체조 선수 올가 카프라노바.
- 1988년
  - 대한민국의 배우 고은아.
  - 일본의 성우 시마자키 노부나가.
  - 대한민국의 바둑 기사 김현섭.
- 1990년 - 러시아의 축구 선수 데니스 체리셰프.
- 1991년
  - 대한민국의 바둑 기사 김나현.
  - 대한민국의 레이싱 모델 진하진.
  - 대한민국의 희극인 조준래.
- 1992년
  - 대한민국의 기계 체조 선수 양학선.
  - 대한민국의 배우 이시후.
  - 대한민국의 가수 지나유.
  - 아제르바이잔의 권투 선수 캄란 샤흐수발르.
- 1994년
  - 대한민국의 배드민턴 선수 신승찬.
  - 그리스의 농구 선수 야니스 아데토쿤보.
  - 대한민국의 배우 이유진.
  - 미국의 배우 서맨사 보스커리노.
- 1995년
  - 대한민국의 가수 리오.
  - 대한민국의 축구 선수 윤민호.
- 1997년 - 스위스의 축구 선수 그레고어 코벨.
- 1998년
  - 대한민국의 농구 선수 박지수.
  - 대한민국의 축구 선수 이주현.
- 1999년
  - 대한민국의 컬링 선수 양태이.
  - 대한민국의 보험건설던트 김현준.
- 2000년 - 대한민국의 가수 연희 (로켓펀치).
- 2001년 - 대한민국의 가수 재찬 (동키즈).
- 2002년 - 대한민국의 가수 초이.
- 2003년 - 대한민국의 야구 선수 김상민.
- 2004년 - 대한민국의 배우 조현도.
- 2005년
  - 미국의 가수 새리 매킨토시.
  - 대한민국의 가수 송유진.

### 미상
- 대한민국의 가수 리오.
- 대한민국의 쇼핑호스트 혜은.

## 사망
- 343년 - 동로마 제국의 기독교 성직자 성 니콜라오스. (270년~)
- 1352년 - 제198대 로마의 교황 교황 클레멘스 6세. (1291년~)
- 1771년 - 이탈리아의 해부학자, 병리학자 조반니 바티스타 모르가니. (1682년~)
- 1779년 - 프랑스의 화가 장 시메옹 샤르댕. (1699년~)
- 1868년 - 독일의 언어학자 아우구스트 슐라이허. (1821년~)
- 1923년 - 독일의 의사, 미생물학자 프리드리히 율리우스 로젠바흐. (1842년~)
- 1926년 - 대한제국의 정치인 이병무. (1864년~)
- 1945년 - 대한제국의 언론인 윤치호. (1865년~)
- 1956년 - 인도의 정치인 빔라오 람지 암베드카르. (1891년~)
- 2007년 - 대한민국의 군인 박양원. (1921년~)
- 2015년 - 대한민국의 국회의원 장성만. (1932년~)
- 2017년 - 프랑스의 가수, 배우 조니 알리데. (1943년~)
- 2019년 - 불가리아의 배우 스토얀카 무타포바.(1922년~)
- 2020년 - 우루과이의 대통령, 정치인 타바레 바스케스. (1940년~)
- 2021년 - 노르웨이의 정치인 코레 빌로크. (1928년~)
- 2022년 - 일본의 가수, 음악가 미즈키 이치로. (1948년~)
- 2023년
  - 미국의 영화배우 엘런 홀리. (1931년~)
  - 이탈리아의 영화배우 마리사 파반. (1932년~)
- 2024년
  - 일본의 영화배우 나카야마 미호. (1970년~)
  - 아일랜드의 가수 디키 록. (1936년~)
  - 짐바브웨의 정치인 펠레케젤라 음포코. (1940년~)

## 기념일
- 성 니콜라스의 날(Saint Nicholas Day): 서방 기독교

## 같이 보기
- 전날: 12월 5일 다음날: 12월 7일 - 전달: 11월 6일 다음달: 1월 6일
- 음력: 12월 6일
- 모두 보기